# Toweren Uken
Toweren Uken is een bestuurslaag in het regentschap Aceh Tengah van de provincie Atjeh, Indonesië. Toweren Uken telt 349 inwoners (volkstelling 2010).